# Assemblée nationale (république de Chine)
Pour les autres articles nationaux ou selon les autres juridictions, voir Assemblée nationale.

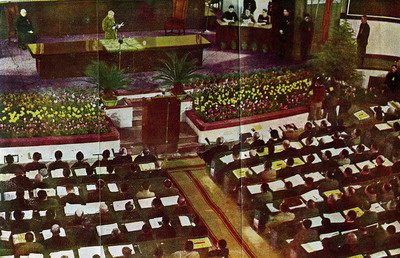
Assemblée nationale taïwanaise en 1946

En république de Chine, le nom d'Assemblée nationale (大會) était donné à une institution politique prévue par la constitution de 1947 mais supprimée lors de la révision constitutionnelle de 2005. Son rôle était d'élire et de déposer le président et le vice-président de la République, ainsi que d'amender la constitution, de sa propre initiative ou sur proposition du Yuan législatif.